# Échauffour
Échauffour és un municipi francès situat al departament de l'Orne i a la regió de Normandia. L'any 2007 tenia 770 habitants.

## Demografia

### Població
El 2007 la població de fet d'Échauffour era de 770 persones. Hi havia 295 famílies de les quals 88 eren unipersonals (46 homes vivint sols i 42 dones vivint soles), 112 parelles sense fills, 83 parelles amb fills i 12 famílies monoparentals amb fills.
La població ha evolucionat segons el següent gràfic:
Habitants censats

### Habitatges
El 2007 hi havia 463 habitatges, 309 eren l'habitatge principal de la família, 109 eren segones residències i 45 estaven desocupats. 441 eren cases i 12 eren apartaments. Dels 309 habitatges principals, 239 estaven ocupats pels seus propietaris, 59 estaven llogats i ocupats pels llogaters i 10 estaven cedits a títol gratuït; 3 tenien una cambra, 19 en tenien dues, 71 en tenien tres, 93 en tenien quatre i 123 en tenien cinc o més. 215 habitatges disposaven pel capbaix d'una plaça de pàrquing. A 146 habitatges hi havia un automòbil i a 134 n'hi havia dos o més.

### Piràmide de població
La piràmide de població per edats i sexe el 2009 era:
| Homes | Edats   | Dones |
| ----- | ------- | ----- |
| 4     | 95 o +  | 8     |
| 0     | 90 a 94 | 4     |
| 4     | 85 a 89 | 16    |
| 4     | 80 a 84 | 8     |
| 20    | 75 a 79 | 20    |
| 40    | 70 a 74 | 24    |
| 40    | 65 a 69 | 36    |
| 24    | 60 a 64 | 20    |
| 40    | 55 a 59 | 20    |
| 20    | 50 a 54 | 24    |
| 44    | 45 a 49 | 24    |
| 8     | 40 a 44 | 20    |
| 36    | 35 a 39 | 20    |
| 4     | 30 a 34 | 24    |
| 24    | 25 a 29 | 20    |
| 12    | 20 a 24 | 0     |
| 28    | 15 a 19 | 36    |
| 16    | 10 a 14 | 24    |
| 12    | 5 a 9   | 20    |
| 16    | 0 a 4   | 16    |

## Economia
El 2007 la població en edat de treballar era de 411 persones, 270 eren actives i 141 eren inactives. De les 270 persones actives 245 estaven ocupades (133 homes i 112 dones) i 25 estaven aturades (6 homes i 19 dones). De les 141 persones inactives 90 estaven jubilades, 12 estaven estudiant i 39 estaven classificades com a «altres inactius».

### Ingressos
El 2009 a Échauffour hi havia 301 unitats fiscals que integraven 681,5 persones, la mediana anual d'ingressos fiscals per persona era de 17.209 €.

### Activitats econòmiques
Dels 34 establiments que hi havia el 2007, 2 eren d'empreses extractives, 1 d'una empresa alimentària, 4 d'empreses de fabricació d'altres productes industrials, 3 d'empreses de construcció, 15 d'empreses de comerç i reparació d'automòbils, 1 d'una empresa d'hostatgeria i restauració, 2 d'empreses financeres, 5 d'empreses de serveis i 1 d'una entitat de l'administració pública.
Dels 6 establiments de servei als particulars que hi havia el 2009, 1 era una oficina bancària, 1 taller de reparació d'automòbils i de material agrícola, 1 fusteria, 2 lampisteries i 1 restaurant.
Dels 3 establiments comercials que hi havia el 2009, 1 era un supermercat, 1 una botiga de més de 120 m² i 1 una botiga de menys de 120 m².
L'any 2000 a Échauffour hi havia 49 explotacions agrícoles que ocupaven un total de 1.840 hectàrees.

## Poblacions més properes
El següent diagrama mostra les poblacions més properes.